# Третяків-Сосницький Олександр
Третяків Олександер (27 вересня 1896–1940) — маляр родом з Ніжина.
В юності був драматичним актором, який виступав під псевдонімом Сосницький в театрі Марії Заньковецької. 1916 року писав ікони для церкви в одному із сіл Чернігівської губернії. З 1920 року на еміграції. Навчався у Краківській Академії Мистецтв, яку успішно закінчив у 1926 по класу Юзефа Мехоффера (1869–1946). Восени 1926 провів в академії спільну виставку з Василем Перебийносом. З 1927 року жив у Парижі.
Вивчав техніку старовинних майстрів і писав картини в дусі класичного реалізму. Виконав гравюри для книги Рауля Расіне «Reliquiae» («Реліквії»; Париж, 1931), ілюстрував збірку М. Брюна-Провена «Choix de poèmes» («Вибрані поеми»; Париж, 1933).
Для заробітку займався реставрацією старих картин і писанням портретів за фотографіями.
Учасник паризьких салонів.
Помер від туберкульозу.